# Hurricane of 1928 African American Mass Burial Site
Die Hurricane of 1928 African American Mass Burial Site (auch bekannt als Paupers Cemetery) ist eine historische Stätte in West Palm Beach, Florida. Sie befindet sich in der Nähe der Kreuzung von  25th Street und Tamarind Avenue, zwischen I-95 und US 1, und wurde am 12. September 2002 in das National Register of Historic Places aufgenommen.

## Geschichte

### Gründung des Friedhofs und Okocheebe-Hurrikan 1928
1913 reservierte die City of West Palm Beach Land für die Einrichtung von Friedhöfen, wovon jeweils drei Acre  (1,2 ha) für Armengräber des Palm Beach Countys, einen Armenfriedhof der Stadt, ein Quarantänehaus und ein Armenhaus zur Verfügung gestellt wurden. Der Armenfriedhof der Stadt, auf dem sich die Stätte der Massenbegräbnisse infolge des Hurrikans befinden, lag an der südwestlichen Ecke der Kreuzung von Tamarind Avenue und 25th Street, wobei letztere damals von Nordwesten nach Südosten verlief. Die Countyverwaltung richtete 1917 einen Armenfriedhof in der Nähe der heutigen Kreuzung von 45th Street und Australian Avenue. Ein Teil des Grundstückes wurde 1917 an einen Schlachthof veräußert.
Der Okeechobee-Hurrikan führte 1928 in Florida zu mindestens 2500 Toten, zumeist um den Lake Okeechobee. Viele von ihnen waren schwarze Farmwanderarbeiter. Wegen der Rassentrennung der damaligen Zeit, wurden die zur Verfügung stehenden Särge für weiße Opfer verwendet, von denen die meisten eine ordentliche Beerdigung auf dem Woodlawn Cemetery in West Palm Beach erhielten. Die Leichen der schwarzen Opfer nebst einiger, deren Ethnie nicht feststellbar war, wurden auf andere Weise bestattet. Einige wurden auf Scheiterhaufen verbrannt, doch die meisten wurden in Massengräber gelegt, darunter etwa 1600 in Port Mayaca, 674 auf dem Armenfriedhof in West Palm Beach und mindestens 22 in Miami Locks (heute als Lake Harbor bekannt), 28 in Ortona und 22 in Sebring. Unbestätigten Berichten zufolge wurden auch in Loxahatchee Opfer des Sturmes bestattet. Nachdem die Bestattungen abgeschlossen waren, erklärte Vincent Oaksmith, der damalige Bürgermeister von West Palm Beach, eine Stunde der öffentlichen Trauer für alle, die während des Hurrikans gestorben waren. Ein Gedenkgottesdienst wurde von mehreren örtlichen Geistlichen zelebriert und von etwa 3000 Personen besucht, darunter Mary McLeod Bethune. Ein Denkmal wurde auf dem Woodlawn Cemetery errichtet, doch auf dem Armenfriedhof wurde kein solches Denkmal aufgestellt.

### Nach dem Hurrikan
Die Bestatteten gerieten in Vergessenheit, obwohl immer wieder berichtet wurde, dass menschliche Überreste an die Oberfläche gelangten, einschließlich entlang der Verlängerung der 25th Street. Die Stadtverwaltung von West Palm Beach verkaufte 1957 einen Teil des Friedhofs zum Bau einer Kläranlage. Das Eigentum an dem Grundstück änderte sich in den 1980er Jahren erneut, als die Stadtverwaltung das Land für ein Grundstück an der 23rd Street tauschte.1985 verkaufte die Kirche das Land an Bernard Kolkana, der den Bau eines Lagerhauses auf dem Anwesen plante. In Unkenntnis des Massenbegräbnisses kaufte Kolkana 1987 den früheren Armenfriedhof für $175.000.

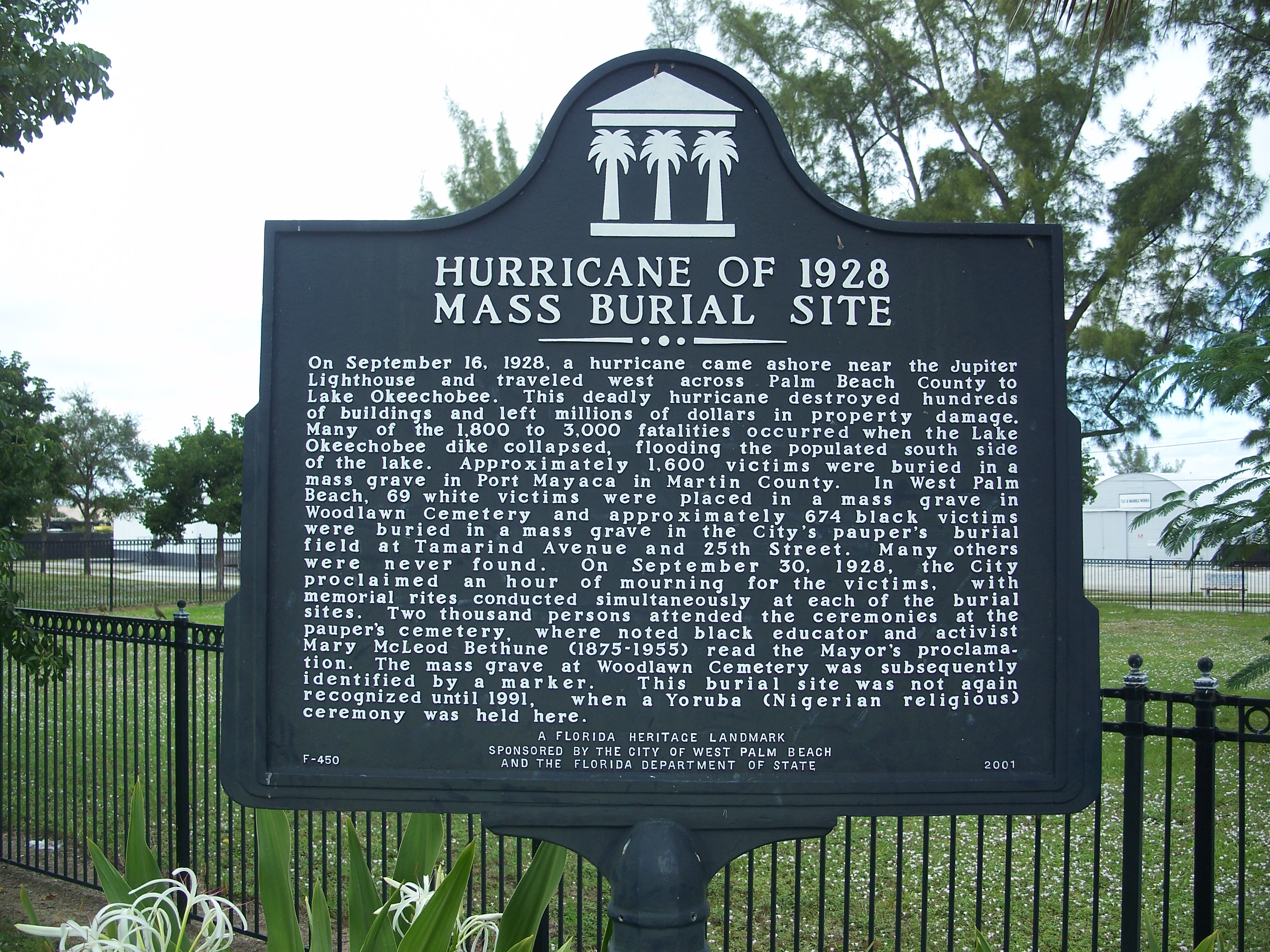
2003 aufgestellte Gedenktafel

Der Öffentlichkeit blieben die Massengräber an der Stelle bis in die 1990er Jahre weitgehend unbekannt. Die Sankofa Society hielt 1991 eine Segnung ab, von der die örtlichen Medien ausgiebig berichteten; Kolkana weigerte sich, das Land an die Stadtverwaltung zurückzuverkaufen oder zu überschreiben, stoppte jedoch die Bauvorhaben auf dem Grundstück. 1992 lokalisierten Stadtarbeiter menschliche Überreste auf dem Grundstück mit einem Hecklader. Der Anwohner Robert Hazard gründete 1990 die Storm of '28 Memorial Park Coalition in 1999 als eine gemeinnützige Organisation mit dem Ziel, das Land zurückzuerwerben und Spenden zu sammeln, um für 6,1 Millionen US-Dollar ein Denkmal mit Besucherzentrum und Museum über afroamerikanische Pioniere und Farmwanderarbeiter zu errichten. Andere Organisationen schlugen weniger hochtrabende Lösungen vor, wie etwa die Aufstellung einer Informationstafel und eines großen Marmorblocks, deren Kosten mit etwa 43.000 US-Dollar wesentlich geringer liegen sollten.
Im Jahr 2000 wurde durch die Stadtverwaltung ein Unternehmen aus Miami beauftragt, eine Untersuchung des Bodens mittels Bodenradar vorzunehmen. Auf einer Fläche von 61 m × 61 m wurde mit Hilfe eines Subsurface Interface Radar nach der Größe und der Lage von Objekten im Boden gesucht. Daraus ergab sich, dass ein etwa 21 m langer und rund 9 m breiter Graben zur Bestattung der Leichen angelegt worden war. Bei der Erweiterung der 25th Street, die über das nördliche Ende des Massengrabs führt, wurden zufällig sterbliche Überreste des alten Armenfriedhofes aufgedeckt. Außerdem wurde festgestellt, dass die Leichen in zwei Schichten beerdigt wurden.

### Wiederankauf durch die Stadtverwaltung
Der Stadtbevollmächtigte Alfred Zucaro forderte im September 2000 den damaligen Bürgermeister Joel Daves dazu auf, per Enteignung das Grundstück wieder in Besitz zu nehmen. Das hätte der Stadt ermöglicht, für den Schätzwert von etwa 10000 US-Dollar ohne die Einwilligung Kolkanas zu erwerben. Am 11. September stimmten vier der fünf Stadtbevollmächtigten – Jim Exline, Ike Robinson, Bill Moss und Alfred Zucaro – für die Einleitung eines Enteignungsverfahrens, nachdem die Verhandlungen mit Kolkana gescheitert waren; die fünfte Stadtbevollmächtigte Mary Brandenburg war bei der Sitzung abwesend. Die Stadtbevollmächtigten nahmen ihren Beschluss am 11. Dezember 2000 zurück, nachdem in Verhandlungen mit Kolkana der Ankauf des Landes für 180.000 US-Dollar erreicht wurde. Anschließend begannen die Planungen für den Bau eines Denkmals. Die Stätte wurde am 12. September 2002 in das National Register of Historic Places aufgenommen. Anlässlich des 75. Jahrestages des Landfalls des Sturmes im Jahr 2003 wurde eine Gedenktafel aufgestellt.